# Fludioxonil
Le Fludioxonil est un fongicide de formule brute C12H6F2N2O2 utilisé pour le contrôle des champignons dans les cultures de riz et des fourrages.

## Utilisation
Le Fludioxonil est un fongicide utilisé pour le traitement des semences, des champignons foliaires et pour le traitement des fruits. Il est employé entre autres dans l'enrobage des semences (par ex. blé variété"AXILAN"25G/litre) en agriculture conventionnelle. Son action inhibe une protéine kinase impliquée dans la régulation du métabolisme cellulaire. En poussant les plantes intègrent la substance et la restituent dans les graines, mais une quantité non mesurable est assimilée par le sol lors des pluies. Les fabricants recommandent, au vu de sa toxicité, des précautions d'emploi strictes (port de gants, masque et lunettes).
En France, le Fludioxonil est autorisé dans les spécialités suivantes :Alixan, Cherrynex, Cyprox, Effidia Gold, Fobos, Geoxe, Influx XL, Medallion, Opimes, Sabot, Safir, Wakil XL, Botryl, Celest net, Elest NET, Celest rev net, Effidia net, Embrace net, Influx tournesol et Switch. 
Le Fludioxonil est bien souvent associé à d'autres fongicides tels que le cymoxanil, le métalaxyl-M, le sédaxane ou encore le cyprodinil.